# Plaza de toros Monumental de Pamplona

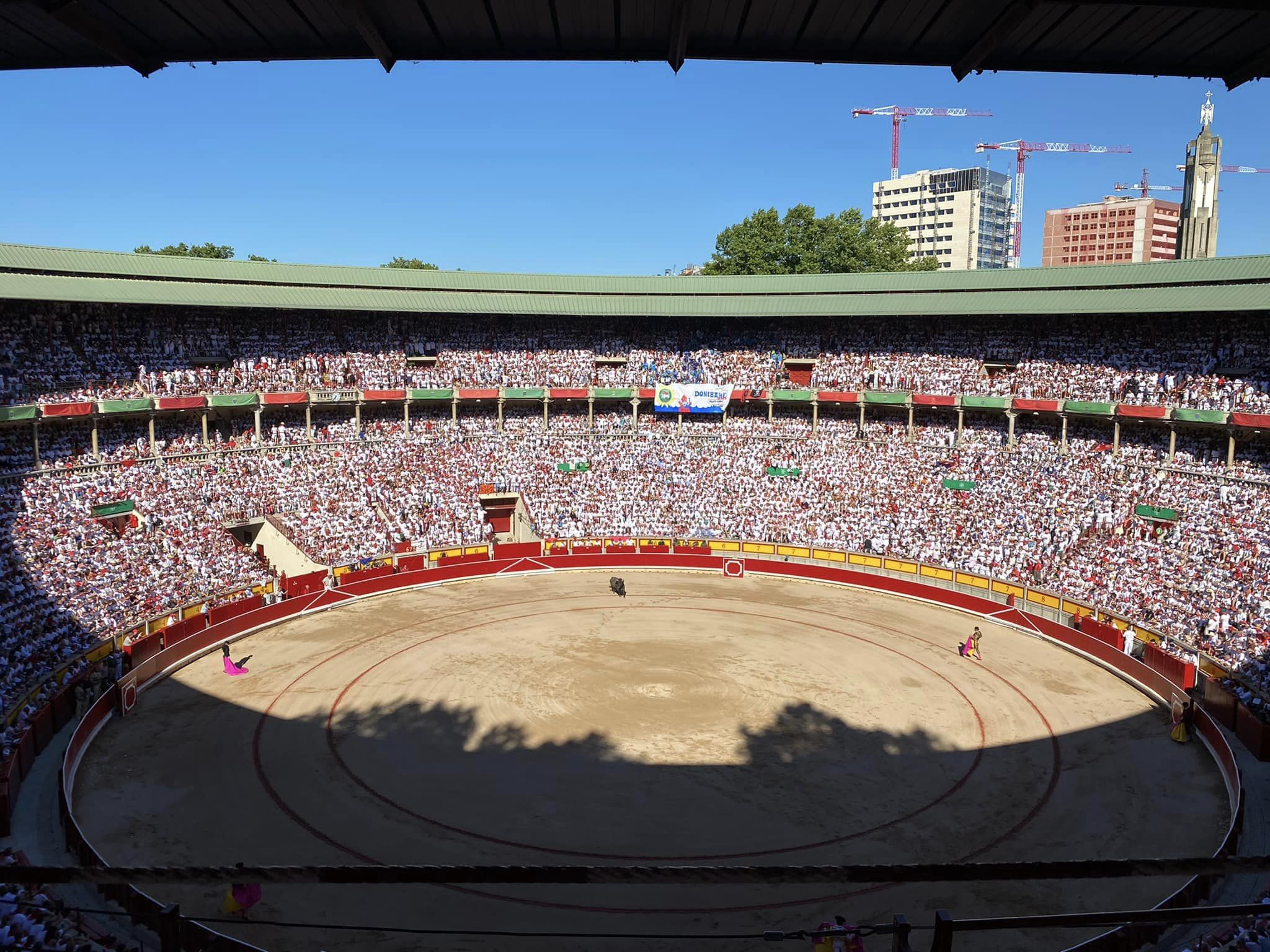
Interior en Sanfermines

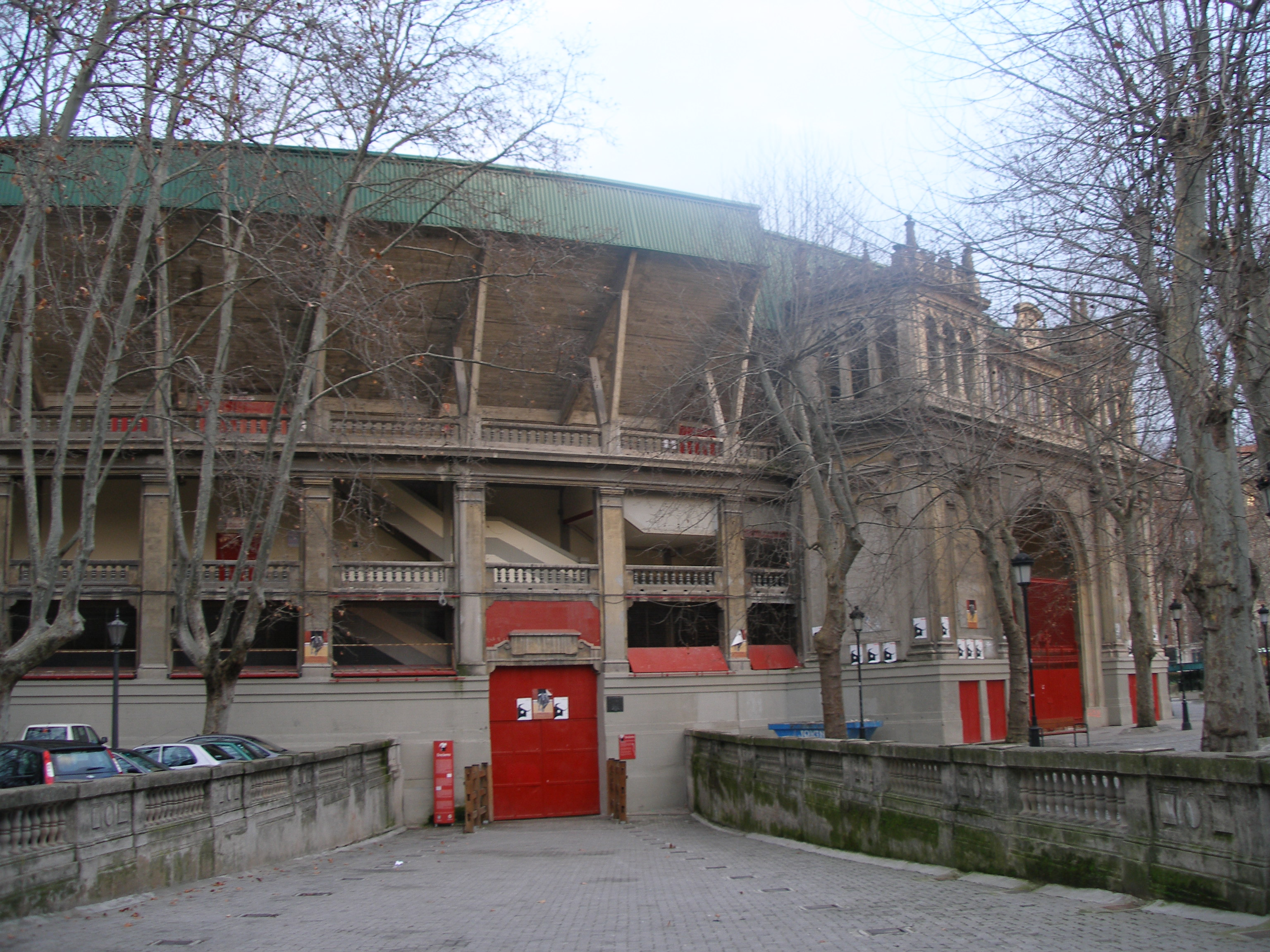
Exterior. En primer plano la puerta del callejón, por donde entran los corredores y toros en los encierros

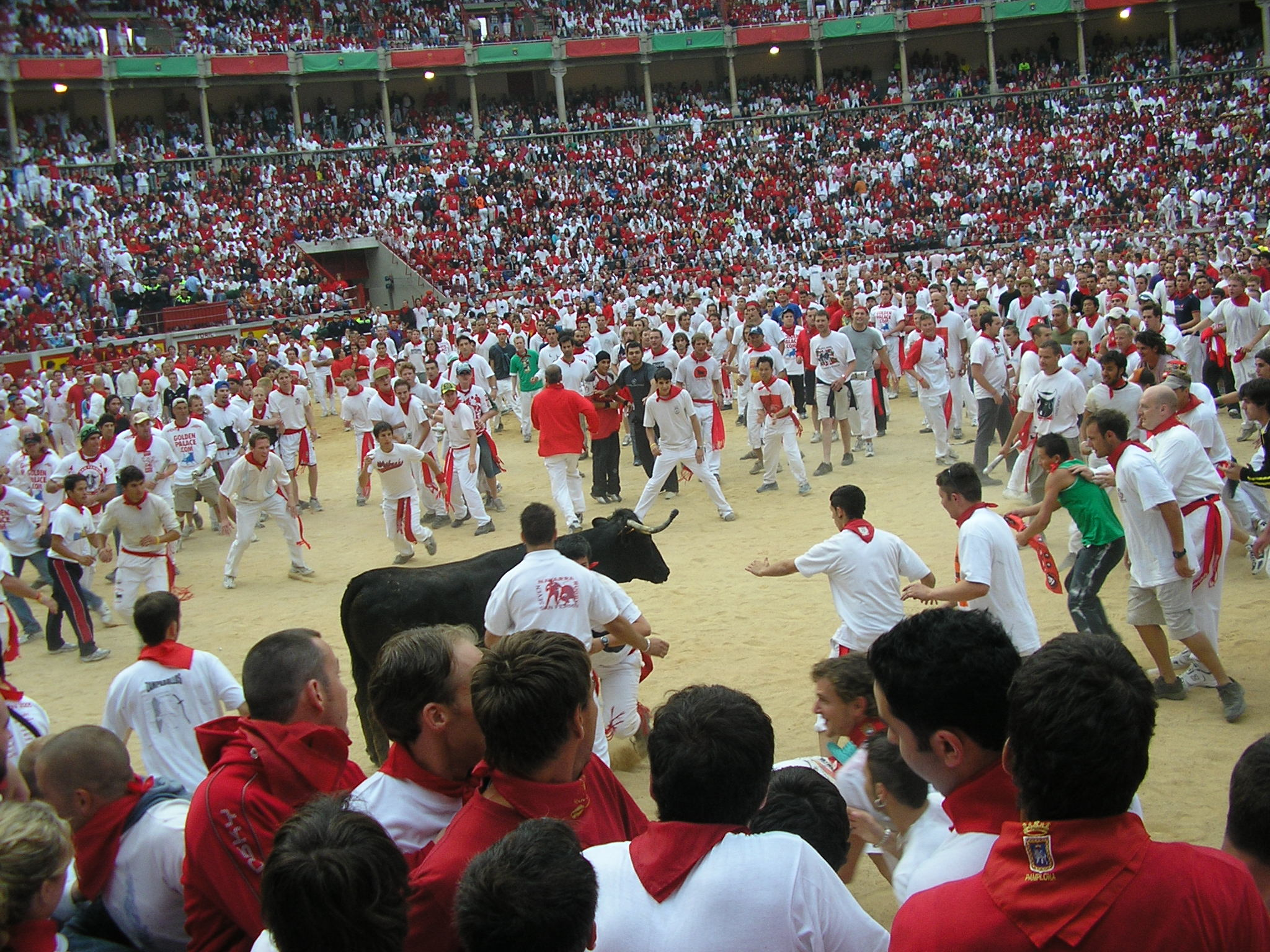
Suelta de vaquillas tras un encierro de Sanfermines

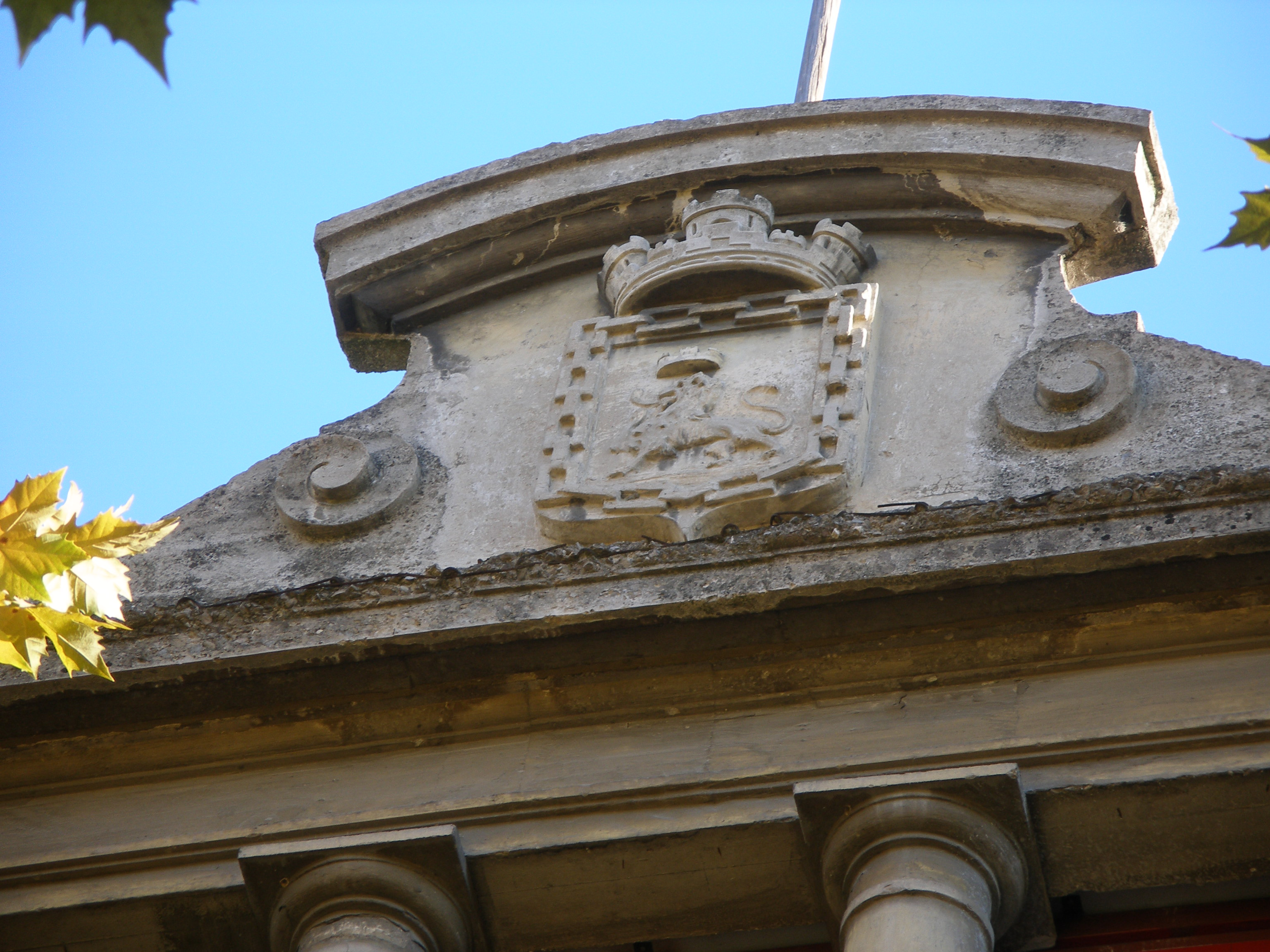
Detalle existente en la plaza de toros con el Escudo republicano de la ciudad de Pamplona. Obsérvese la corona mural timbrando el escudo

La plaza de toros de Pamplona es el coso taurino proyectado en 1920 en el Segundo Ensanche de Pamplona para festejar las corridas de toros. Se trata de una plaza de toros de primera categoría, con un aforo de unos 19 720 espectadores por lo que se trata de la cuarta mayor del mundo por aforo, tras las de México D.F., Valencia, Tijuana y Madrid y además, es la primera por nivel de ocupación del aforo de España. Es mundialmente conocida por los encierros de la Feria de San Fermín, que tienen lugar anualmente entre el 7 y el 14 de julio. Actualmente también se utiliza para conciertos y espectáculos.

## Historia
Desde su construcción es propiedad de la Casa de Misericordia de Pamplona, que a su vez es quien gestiona su uso y los espectáculos que en ella se producen.
Se inauguró para los Sanfermines, el 7 de julio de 1922, realizada por el arquitecto de San Sebastián, Francisco Urcola, con una capacidad de 13 620 localidades. Se utilizaron los nuevos materiales del momento, como el hormigón armado, pero con formas historicistas, con aspecto clásico. Su cuerpo principal se resuelve a la manera de un gran arco de triunfo, con galería superior y crestería de claro origen plateresco y al renacimiento remite el orden gigante empleado, jónico en el cuerpo principal y dórico alrededor del ruedo.
Durante la Guerra Civil, en los primeros meses de 1939, se ubicó en la plaza un campo de concentración de prisioneros republicanos con una capacidad oficial de 3000 internos.
En 1966 fue reformada por Rafael Moneo con la colaboración del ingeniero Carlos Fernández Casado, mediante concurso, ampliando la estructura existente de hormigón exponiéndola a la vista con una serie de costillas triangulares, y logrando un aforo de 19 720 espectadores.
La teja original se sustituyó a principios de los años ochenta por chapa metálica, pintada de un color verde poco afortunado que llama demasiado la atención.
Durante las obras realizadas del 2004-2005 para cumplir la normativa de seguridad, reduciéndose el número de plazas, se encontró en la zona del coso una fuente y un canal del siglo XVI que abasteció al burgo de Navarrería hasta 1852, un puente también del siglo XVI, y restos del desaparecido Revellín de la Tejería de las murallas. Desde el fin de los festejos taurinos de Barcelona, la plaza de toros de Pamplona es la quinta del mundo por aforo y la primera de España por ocupación de su aforo.

## Plazas de toros anteriores en Pamplona
La primera plaza de toros fija que tuvo Pamplona fue en 1844. Esta aguantó hasta 1849, año en que se decidió demoler dada la endeble estructura, y realizar otra que se inauguró para los sanfermines de 1852. En estos tres años se volvió a utilizar una plaza de toros provisional. La plaza de toros vieja estaba situada en la actual avenida de Carlos III en su parte inicial desde la calle Cortes de Navarra. Para la realización del Segundo Ensanche se acordó en 1920, entre el Ayuntamiento y la Casa de la Misericordia, construir una nueva plaza (la actual), para ser inaugurada en 1922. La polémica existente de si debía estar construida la nueva antes de derruir la vieja se acabó cuando se produjo un incendio el 10 de agosto de 1921. Hay sospechas de que este fue provocado pues hay referencias de olor extraño, que recordaba a la gasolina, que sin embargo nunca se pudo probar.